# Botched
Botched är en amerikansk realityserie vars första säsong hade premiär den 24 juni 2014. Första säsongen bestod av tio avsnitt. Den åttonde säsongen hade premiär den 3 augusti 2023.

## Handling
Serien kretsar kring skönhetsoperationen och då specifikt de som inte går som planerat. Läkarna Paul Nassif and Terry Dubrow rättar till ingreppen som gått snett.

## Medverkande
- Paul Nassif
- Terry Dubrow